# Літературна премія Штирії
Літерату́рна пре́мія Шти́рії (нім. Literaturpreis des Landes Steiermark) — це нагорода федеральної австрійської землі Штирія за досягнення в літературі. Заснована 1972 року. Спочатку була щорічна. У 2002-му її стали присуджувати раз на два роки, а з 2004-го — раз на три роки. Грошовий еквівалент премії становить 12 000 євро.

## Лауреати премії
- 1972 Петер Гандке
- 1973 Барбара Фрішмут
- 1974 Герберт Цанд (посмертно)
- 1975 Ґергард Рот
- 1976 Альфред Коллеріч
- 1977 Макс Герцер
- 1978 Петер Вуїца
- 1979 Ґрета Шоєр
- 1980 Бернгард Гютенеґґер
- 1981 Гельмут Айзендле
- 1982 Райнгард П. Ґрубер
- 1983 Вільгельм Мустер
- 1984 Ґунтер Фальк (посмертно)
- 1985 Доріс Мюрінґер
- 1986 Клаус Гоффер
- 1987 Ельфріда Єлінек
- 1988 Маріанна Фріц
- 1989 Маттіас Мандер
- 1990 Франц Вайнцеттль
- 1991 Вальтер Ґронд
- 1992 Альфред Пауль Шмідт
- 1993 Франц Іннергофер
- 1994 Ґлорія Кайзер
- 1995 Макс Ґад
- 1996 Анзельм Ґлюк
- 1997 Ліліан Фашинґер
- 1998 Ганс Карл Артманн
- 1999 Петер Турріні
- 2000 Міхаель Шаранґ
- 2001 Мелітта Брецнік
- 2002 Ельфріда Керн
- 2004 Франц Йозеф Чернін
- 2007 Роза Пок
- 2010 Ґабрієль Лойдольт
- 2014 Анґеліка Райцер
- 2017 Клеменс Й. Зец[1]
- 2020 Ґюнтер Айхберґер[2]
- 2022 Радка Денемаркова[3]